# Řád rudého praporu práce
Řád Rudého praporu práce bylo státní vyznamenání udělované v ČSR a v ČSSR na základě vládního nařízení číslo 24/1955 Sb. Propůjčoval se za mimořádné zásluhy získané celoživotním dílem, dlouholetou, houževnatou, obětavou a příkladnou prací na rozhodujících úsecích hospodářské, vědecké nebo kulturní výstavby socialismu, prodchnutou věrností k povolání. Měl tvar ozubeného kola zdobeného ve spodní části lipovými ratolestmi. Z ratolestí vybíhala žerď s rudým vlajícím praporem. Na pozadí byl svazek klasů, na kterém byla umístěna rudá pěticípá hvězda. Řád propůjčoval na návrh vlády prezident republiky, a to výjimečně i posmrtně. Nositelem řádu byl např. ostravský starosta Josef Kotas.